# Sanctórum de Lázaro Cárdenas
Sanctórum de Lázaro Cárdenas är en kommun i Mexiko.   Den ligger i delstaten Tlaxcala, i den sydöstra delen av landet, 70 km öster om huvudstaden Mexico City. Antalet invånare är 8 474.
Följande samhällen finns i Sanctórum de Lázaro Cárdenas:
- Sanctorum
- NCP Álvaro Obregón